# Перегрупування Стівенса
Перегрупування Стівенса (англ. Stevens rearrangement) — міграція алкільної групи в сульфонієвих або амонієвих солях до сусіднього з онієвим карбаніонного центра при дії сильних основ. Продуктом перегрупування є трет-амін або сульфід. Подібно перетворюються солі фосфонію, стибонію та арсонію.